# 血流解析
血流解析（けつりゅうかいせき、英: blood flow analysis）は、MRIやCT、エコーから得られた医療画像をもとに血流を流体解析し、エネルギー損失などのさまざまな指標を算出し、血流を可視化する技術。
血液の流れを解析することで、心臓血管外科手術の設計や心臓病の予後予測などに応用されることが期待されている。東京大学医学部の学生であった板谷慶一が、流体力学を血流に応用しようと試みたことからこの技術が生まれた。最近のMRI装置やコンピューター技術の進歩により、血流解析は急速に進化しており、現在ではカラー3次元構造に時間軸を足した4次元のデータも解析することができるようになっている。

## 概要
血液の流れは、ヘモレオロジー（血液レオロジー）という学問分野で研究されており、その複雑な性質が明らかにされている。血液は、赤血球、白血球、血小板などの細胞成分と、各種電解質や有機物の水溶液である血漿から構成されており、非ニュートン的な粘性を持っている。
血流解析は、数値流体力学（CFD：computational fluid dynamics）を用いて血液の流れを数値的に解析する手法がある。また、ディープラーニング技術を応用して医療用画像から構築された血管形状に対して流れ場を瞬時に推定する技術も開発されている。
血流解析は、先天性心疾患の手術方法を検証し最適化する研究や、心臓外科医が血流解析を駆使して解剖が複雑な成人先天性心疾患に対する外科治療を行う専門分野としても利用されている。
この技術は、心臓血管外科手術の設計において再現性を高めることや、心臓病の予後を予測し早期発見や早期治療を実現することに役立っている。さらに、大動脈解離などの疾患の原因究明や治療のガイドラインの策定にも重要な情報を提供している。
血流解析は、従来の試験や観察では得られなかった詳細な血液の流れ情報を提供することで、医療現場での意思決定をサポートし、治療の精度と安全性を向上させることが期待されている。
血流解析は非侵襲的であり、血流シミュレーションもできるため、現在、心臓外科領域では血流を評価してから心臓手術計画を立てるというような試みも多く実施されている。